# Фіал (посудина)
Фіал (лат. fiola, грец. φιάλη) — грушоподібна посудина з довгим, вузьким горлечком, яку використовували ще в давнину починаючи з алхіміків.

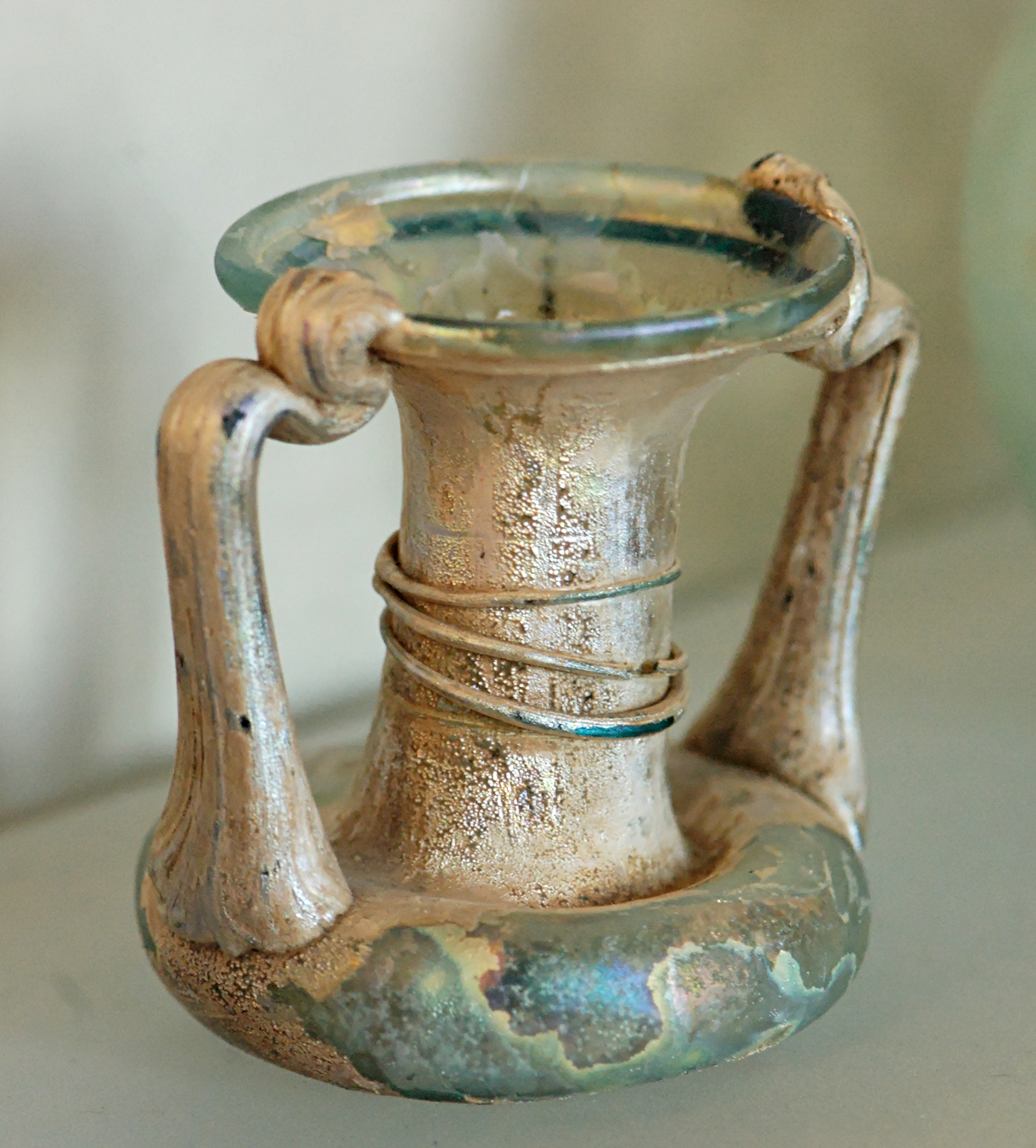
Фіал з подвійною ручкою і пласким животом. Зеленувате скло. 4-те ст. до н.е., Сирія. Із зібрань Лувру

У звичайному побуті фіал використовується рідко. У літературі фіал відомий завдяки:
- давньогрецькому філософу Сократу, який прийняв отруту з фіала.
- трагедії «Фауст» Ґете, головний герой якої вигукнув:«Привіт тобі, фіале мій єдиний, утілення умілості людини, побожно я на стіл тебе здійму» (пер. М. Лукаш)
- згадкам фіала в оповіданні Роберта Стівенсона «Дивна історія доктора Джекіла і містера Хайда».

«Фіали» (англ. vial) поширені в комп'ютерних іграх (аркади, квести,  рольові ігри): за ними ховаються або артефакти, що дають унікальні здібності, або звичайне відновлення сил гравця.